# Хасково
Хасково — місто в Болгарії, адміністративний центр Хасковської області. Розташоване на південному сході країни. За останнім переписом 2016 року у місті мешкає 72 336 жителів. Воно посідає 12 місце по чисельності жителів у країні. Має дорогу, що з'єднує Хасково з Азією та Близьким Сходом. Знаходячись недалеко від кордонів з Туреччиною і Грецією, Хасково стало центром міжнародних, торговельних і культурних обмінів. Наявність цих показників робить Хасково і регіон привабливим місцем для розвитку промисловості в галузі будівництва та машинобудування, харчової, хімічної промисловісті, виноробства, виготевлення напоїв та тютюнових виробів, швейного та текстильного виробництва.

## Географія
Муніципалітет Хасково розташований на горбистій рівнині південно-східної Болгарії і займає західну частину Хасковської області. Вона стратегічно розташована між Родопами і Старою Планиною. Він розташований недалеко від кордону з Туреччиною та Грецією. Територія: 740,22 кв.км.

### Клімат
Південне географічне положення Хасково і його близькість до Егейського моря, від якого відокремлено відносно низькими схилами Східних Родопів, а також легке проникнення теплішого повітря в долину річки Мариця, визначають перехідний клімат між континентальним впливом з півночі і середземним з півдня. Середньорічна температура становить 12,6 °C.

### Рельєф
Територія навколо м. Хасково має характерний горбистий рельєф. Як північне розширення Східних Родопів географи справедливо називають цю місцевість передгір'я Східних Родопів або область Хасковського пагорба. Його найвища точка — гора Мечковець (860 м над рівнем моря).
Через колишню активну вулканічну активність, в районі, що прилягає до Хасково, є родовище свинцю, цинку та інших кольорових металів.

### Води
Звідси вирушають річки Банська, Баско, Хасково та річка Харманлія. Є гарячі мінеральні джерела, тут
знаходяться знамениті Хасковські мінеральні лазні.

## Історія

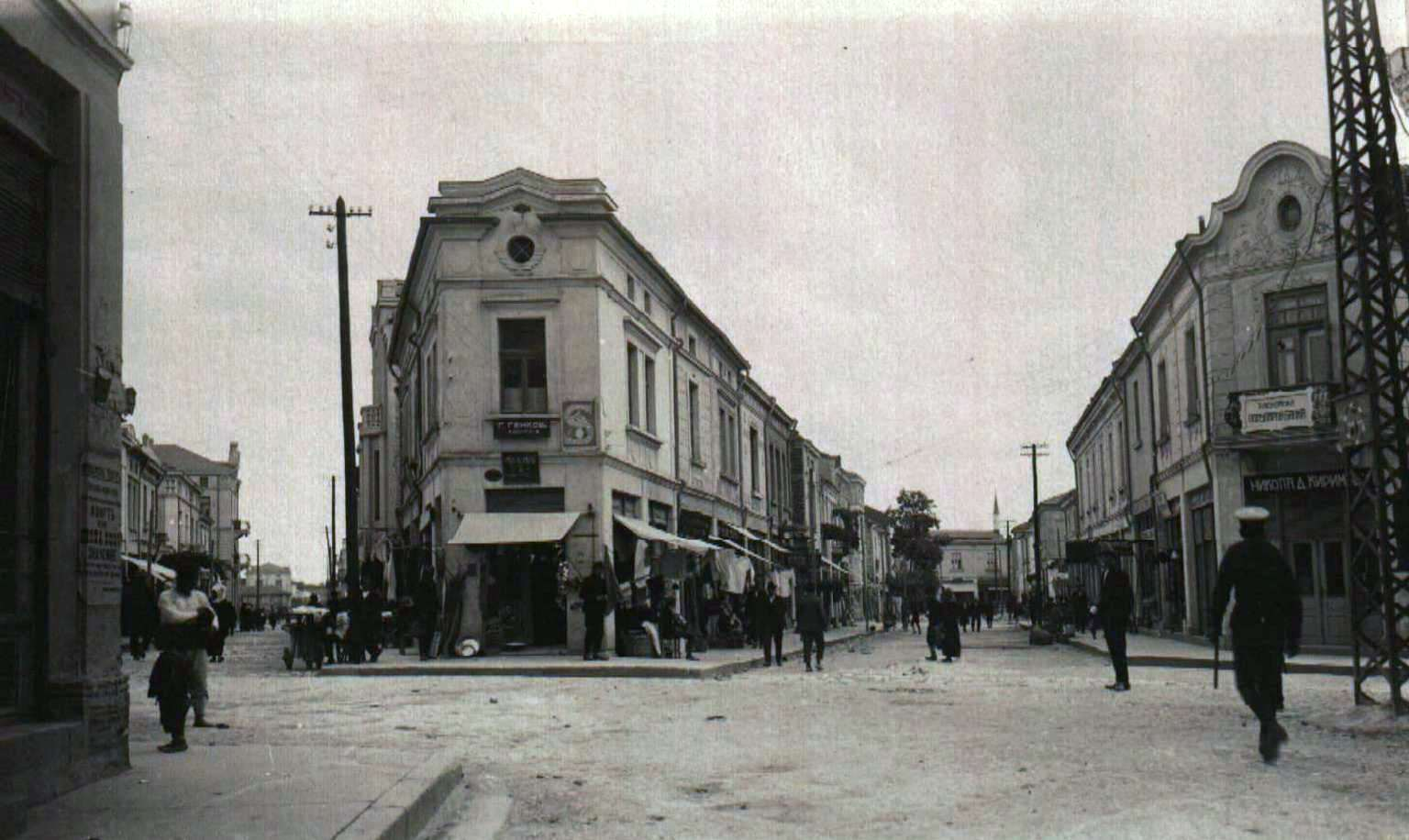
Хасково, 1931

Хасково — місто з більш ніж тисячолітньою історією. У самому центрі міста, який був збудований у 1985 році з нагоди святкування столітньої річниці заснування міста, споруджено пам'ятник-годинник.
Центр із багатою спадщиною, на думку археологів, перше поселення на території сучасного міста датується 5-м століттям до нашої ери в середині нової кам'яної доби. З тих пір збереглися численні докази довгого шляху та історії міста в доісторичних, фракійських, римських, пізньо античних і середньовічних археологічних пам'ятках, сліди яких ми знаходимо і в місті, і на всій території.
Наприкінці 8 століття на території нинішньої околиці Гісаря, на південь від Хасково, була побудуване нове поселення, оточене фортифікаційною стіною. З його розширенням на початку 10-го століття була побудована друга фортифікаційна стіна. Таким чином, 10 століть тому, Хасково це середньовічне місто з типовими ремеслами в той час, військовим гарнізоном і значною кількістю людей.
У XI столітті поселення було знищено візантійськими загарбниками. Населення, однак, залишається тут і поселяється на іншому березі річки і навколо сьогоднішньої «Молодіжної гори». Хасково знову відроджується під час Другого Болгарського царства під владою Асенівців і Шишмановців.
Після захоплення земель турки назвали село Хаськой, пізніше відоме під назвою Хаськой біля Узунджі, завдяки популярності одного з найбільших товарних ярмарків в імперії. У середині дев'ятнадцятого століття розквітають традиційні ремесла, а в місті є ремісничі та торгові вулиці з більш ніж 200 майстеренями і торговими центрами. Одна за другою в Хасково з'являються нові болгарські школи.
У 1858 р. було створено читальню «Заря». Незважаючи на появу перших промислових підприємств у період до війн, основним засобом існування населення залишалося сільське господарство. Вже на початку 20 століття Хасково стало центром тютюнової промисловості.
Хасково пройшло через епоху «соціалістичного будівництво» і роки демократичних перетворень, а сьогодні Хасково — це сучасне місто, з розвиненою інфраструктурою і легкою промисловістю.

## Релігія

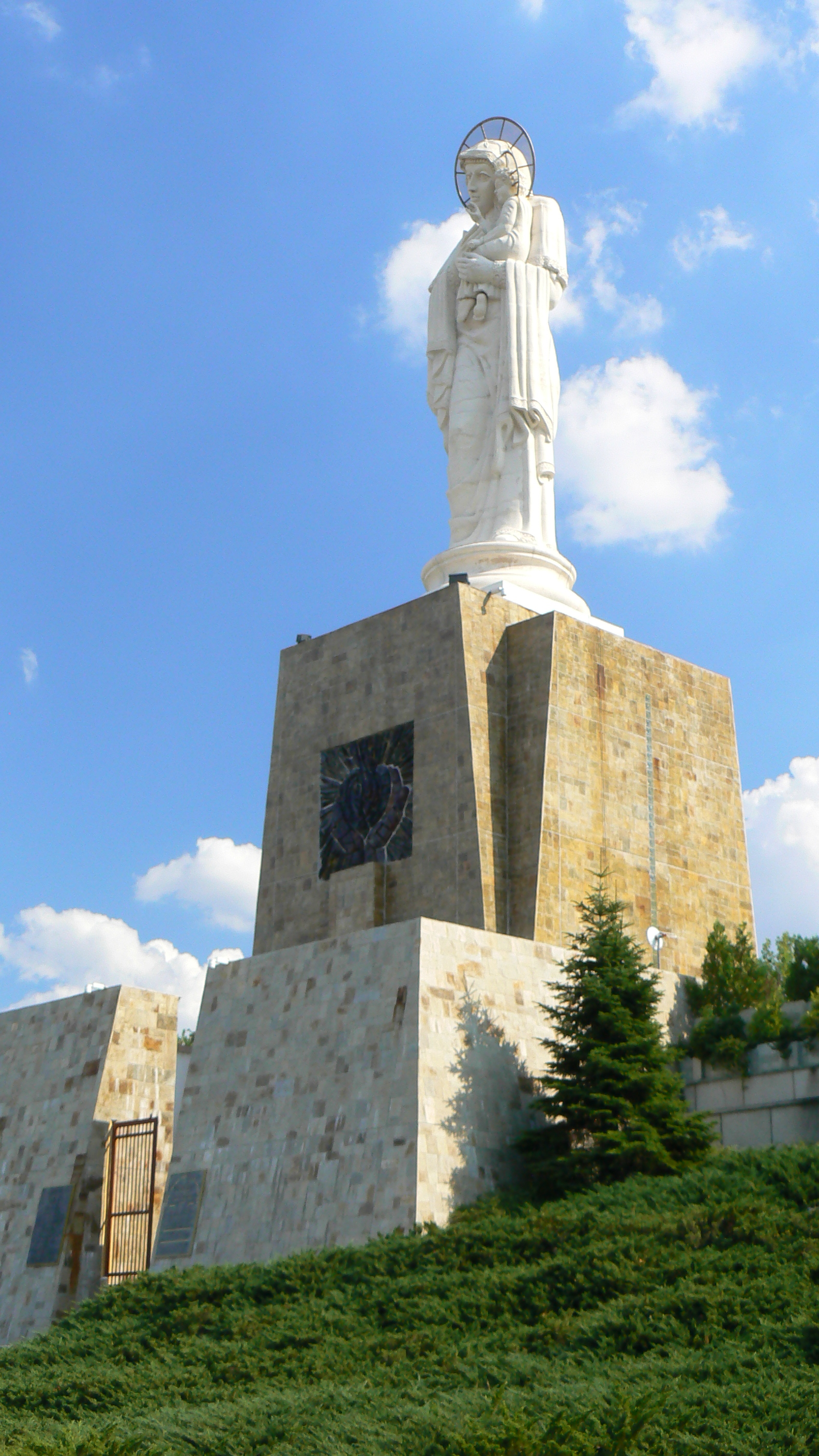
Богородица с немовлям – монумент

Хасково — місто етнічної та релігійної терпимості. Найпоширенішою релігією є православне християнство (78 % населення міста). Іслам сповідує близько 12 %, а 10 % населення — інші релігії. У місті діє євангельська церква.
8 вересня 2003 року в Хасково був відкритий пам'ятник «Свята Богородиця», з якою місто увійшло до Книги рекордів Гіннеса як найвища статуя Діви Марії з дитиною (33 м). У підставі пам'ятника побудована каплиця «Різдво Богородиці».

## Економіка та інфраструктура

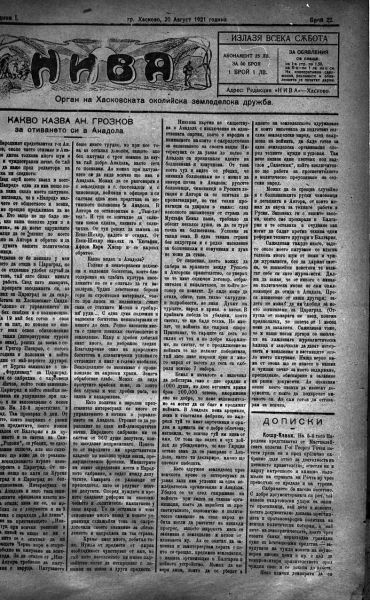
Хасковська газета «Нива», 1921

### Економічні характеристики
Галузева структура економіки м. Хасково різноманітна і складається з болгарських і міжнародних компаній різних розмірів. Ці компанії реалізують свою продукцію як на зовнішньому, так і на місцевому ринках.
Майбутній розвиток муніципалітету також пов'язаний з повним використанням природних і кліматичних умов у сфері сільського господарства — зусиллями щодо розвитку перспективних ринково орієнтованих сільськогосподарських виробництв, створення консультаційних сільськогосподарських центрів, тощо. Історичні особливості та багата культура регіону в поєднанні з добре розвиненою транспортною та туристичною інфраструктурою є сприятливим фактором для розвитку туризму. Також цінними є товариства, пов'язані муніципалітетом з містами Англії, Австрії, Франції, Греції, Туреччини, Італії, Іспанії, Португалії, США.

### Транспорт
Через Хасково проходять три загальноєвропейські транспортні коридори — № 4, № 9 та № 10. Коридор 4 з'єднує Західну та Центральну Європу з Близьким Сходом і Середземномор'ям. Коридор 9 з'єднує північну Європу з середземноморським регіоном. Коридор 10 з'єднує Центральну Європу з Єгейським і Адріатичним морем і проходить через Калотину — Софію — Пловдив — Хасково — Свиленград. Частина коридорів № 4 і № 10 на болгарській території — це автомагістралі «Тракія» та «Марица», друга частина — через Хасково. Окрім автомагістралі Марица (Пловдив — Свиленград), місто з'єднується з іншими населеними пунктами Південної Болгарії і через Стара Загора — Хасково — Керджалі — Маказа.

#### Автобусний і тролейбусний транспорт
Тролейбус обслуговує ТОВ «Тролейбусний транспорт Хасково»

### Медіа

#### Друковані видання
У Хасково немає друкованих газет.

#### Телеканали
У місті транслюється місцеве телебачення — еТВ.

#### Радіоканали
«Дарик радіо» передає власні програми, в яких слухачів інформують про події міста та регіону в регулярних новинах.
У місті Хасково є радіо «Метроном», «Веселина», «N-Joy», «Bulgaria ON AIR», «Z-Rock», «Фокус», «Горизонт».

## Освіта

### Школи
- «Г. С. Раковски»
- «Любен Каравелов»
- «Св. Кирил та Мефодій»
- «Шандор Петьофи»
- «Св. Климент Охридський»
- «Н. Й. Вапцаров»
- «Св. Іван Рилський»
- «Христо Смирненський»
- «Васил Левський»
- «Св. Паісій Хилендарський»
- «Стефан Караджа»
- «Проф. д-р Асен Златаров»
- «Акад. Боян Петканчин»
- «Цар Іван Асен»
- «Н. Й. Вапцаров»
- «Атанас Буров»
- «Олександр Паскалев»
- «Райна Княгиня»
- «Ст. і К. Марчеви»
- «Д-р Петер Берон»

### Вищі школи в Хасково
- Регіональний центр дистанційного навчання[17] <http://www.unwe.bg/cde-haskovo [Архівовано 17 грудня 2018 у Wayback Machine.]>
- Фракійський університет — Медичний коледж — Хасково[18]

### Культурний центр «Заря 1858»

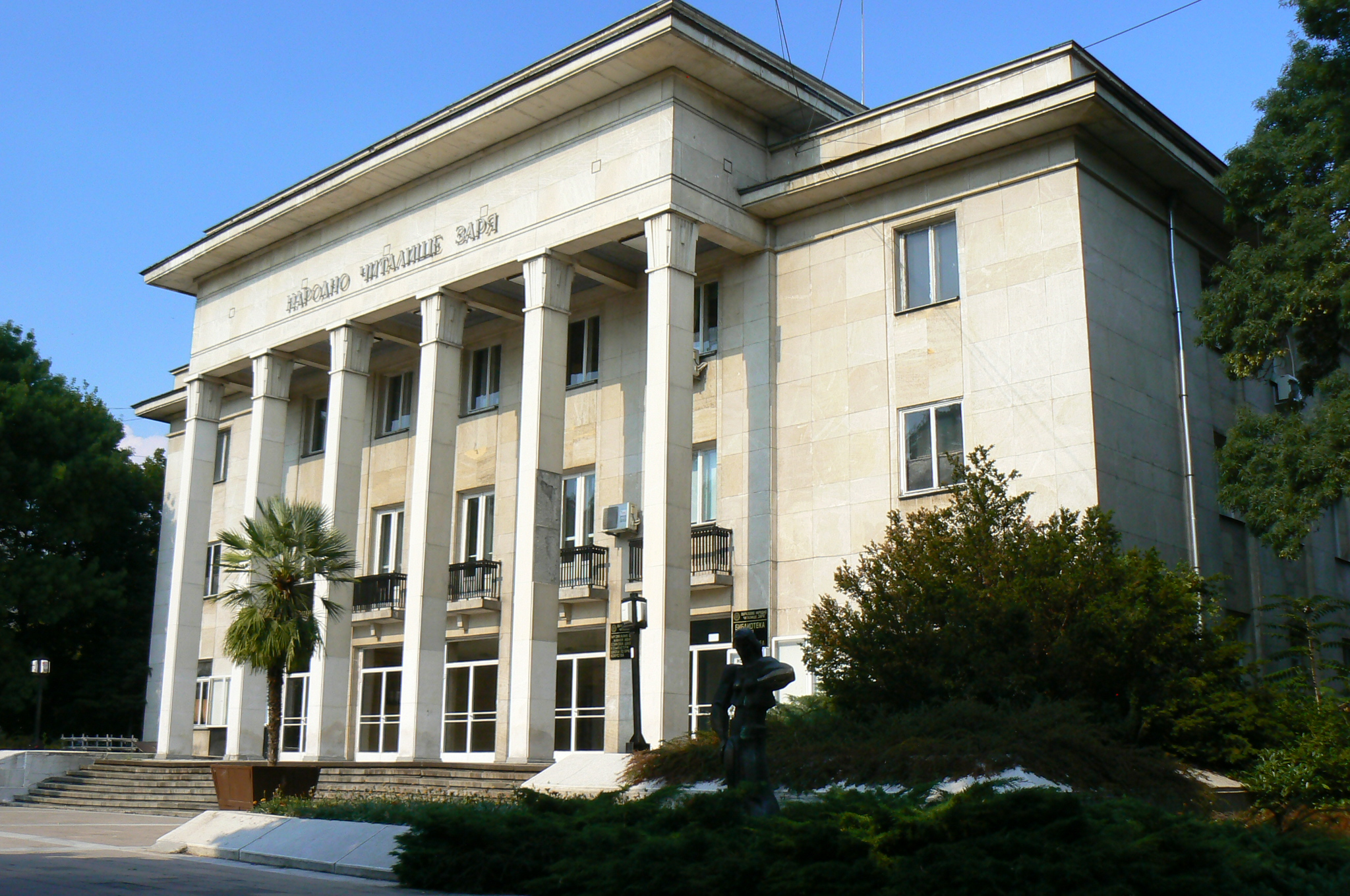
Читальня «Заря»

Культурний центр «Заря 1858» в Хасково був заснований ще до визволення в 1858 році Христодулом Шишмановим, Іванчо Мінчевим, Христосом Златаровим (батьком Асена Златарова) та іншими.
Громадська організація «Заря 1858» є першим громадським центром у Південній Болгарії і четвертим у країні. Свою культурно-просвітницьку діяльність вона розпочала лише через два роки після створення в аналогічних у місті Свищов, Лом і Шумен.
З 1870 року існувала недільна школа, були організовані читання. У 1872 році численні активісти міста приєдналися до таємного революційного комітету, заснованого Василем Левським у місті Хасково.
Після Визволення на сцені читалися перші театральні вистави в Хасково. Культурні діячи сьогодні висловлюють подяку першим викладачам, які продовжують працювати як вихователі та прихильники болгарської освіти та культури.
На території міста Хасково налічується ще 14 читалень, які підтримують дух і культуру в різних кварталах.

## Уродженці
- Стамен Белчев (*1969) — болгарський футболіст, нападник, згодом — футбольний тренер.

- Аню Анґелов (* 1942) — болгарський політик, Міністр оборони Республіки Болгарія (2010—2013).
- Нікола Коев (1880—1961) — болгарський революціонер.
- Аспарух Лешников (1897—1978) — болгарський співак.
- Магрісо Юда Нісілі (* 1923) — вчений в галузі виноградарства.